# 卡斯泰 (热尔省)
卡斯泰（法語：Castex）是法国热尔省的一个市镇，属于米朗德区（Mirande）米埃朗县（Miélan）。该市镇总面积5.38平方公里，2009年时的人口为93人。

## 人口
卡斯泰人口变化图示